# Paul Manneville
Paul Manneville, né le 6 décembre 1946 à Bar-le-Duc est un physicien connu pour ses travaux sur la turbulence et la théorie du chaos.

## Biographie
Paul Manneville est ingénieur de l'École Centrale des Arts et Manufactures (1969). Il obtient un diplôme de docteur de 3e cycle en 1972 pour ses travaux expérimentaux sur le magnétisme à basse température. Par la suite il se tourne vers la théorie de l'écoulement des cristaux liquides et devient docteur d'état (1977) de l'Université Paris-Saclay.
Il devient directeur de recherche au CNRS et travaille au Service de Physique de l'État Condensé à Saclay puis au laboratoire d'hydrodynamique de l'École polytechnique (LadHyX) à partir de 1994.
Il devient émérite en 2012.
Il est connu pour ses travaux pionniers avec Yves Pomeau à la fin des années 1970 sur l'intermittence dans la transition vers la turbulence notamment dans l'instabilité de Rayleigh-Bénard. Il s'est également intéressé au chaos spatio-temporel, en particulier dans le domaine du climat.
Il a été rédacteur en chef du journal of Physics A, du journal of Fluid Mechanics et de Physical Review E.

## Ouvrages
- (en) Paul Manneville, Dissipative structures and weak turbulence, Elsevier, 2014 (ISBN 9780080924458)
- (en) Paul Manneville, Instabilities, chaos and turbulence, World Scientific, 2010 (ISBN 9781911299400)
- (en) Paul Manneville, Débuter en Tex et Latex, Ellipses, 1997 (ISBN 9782729857097)
- (en) Paul Manneville, Structures dissipatives, chaos et turbulence, Hermès science, 1995 (ISBN 978-2727201540)

## Distinctions
- Prix Paul-Langevin en 1988
- Un mini-colloque lui a été consacré en 2013[4].